# Omul-problemă
Omul-problemă (titlu original: Den brysomme mannen ) este un film norvegian SF de comedie de groază și dramatic din 2006 regizat de Jens Lien după un scenariu de Per H. V. Schreiner. Rolurile principale au fost interpretate de actorii Trond Fausa și Birgitte Larsen.

## Prezentare
Într-un oraș ciudat în care fiecare persoană pare a se afla dincolo de rațiune sosește un om de nicăieri într-un autobuz. Acesta stârnește probleme când începe să pună prea multe întrebări.	

## Distribuție
- Andreas – Trond Fausa Aurvåg
- Anne Britt – Petronella Barker
- Hugo – Per Schaaning
- Ingeborg – Birgitte Larsen
- Håvard – Johannes Joner
- Trulsen – Ellen Horn
- Harald – Anders T. Andersen
- Liten Mann – Sigve Bøe
- Vigdis – Hanne Lindbæk
- Colleague 1 – Ivar Lykke